# Bálint Alsáni
Bálint Alsáni (ur. 1330 w Alsán – zm. 19 listopada 1408 w Pecs) – węgierski kardynał okresu wielkiej schizmy zachodniej.

## Życiorys
Pochodził ze szlacheckiej rodziny. Jego ojciec Janos Alsáni był gubernatorem w Serbii i przeznaczył go do stanu duchownego. Studiował we Francji i we Włoszech, uzyskując tytuł doktora obojga praw (rzymskiego i kanonicznego). Wicekanclerz króla Ludwika I Wielkiego 1373–74. 21 lipca 1374 wybrany biskupem Pecs, krótko potem przyjął sakrę biskupią. W 1381 przebywał z misją dyplomatyczną we Włoszech. W grudniu 1384 uzyskał nominację kardynalską od papieża Urbana VI, zachowując diecezję Pecs jako administrator apostolski. Nie uczestniczył w żadnym konklawe jakie odbyło się w okresie jego kardynalatu. W sierpniu 1407 przybył na dwór papieża Grzegorza XII w Viterbo. Następnie udał się wraz z nim do Sieny. Tam zachorował i wyruszył w podróż powrotną na Węgry. Zmarł w Pecs jako archiprezbiter Świętego Kolegium Kardynałów w wieku 78 lat.